# Okupacja aliancka Niemiec

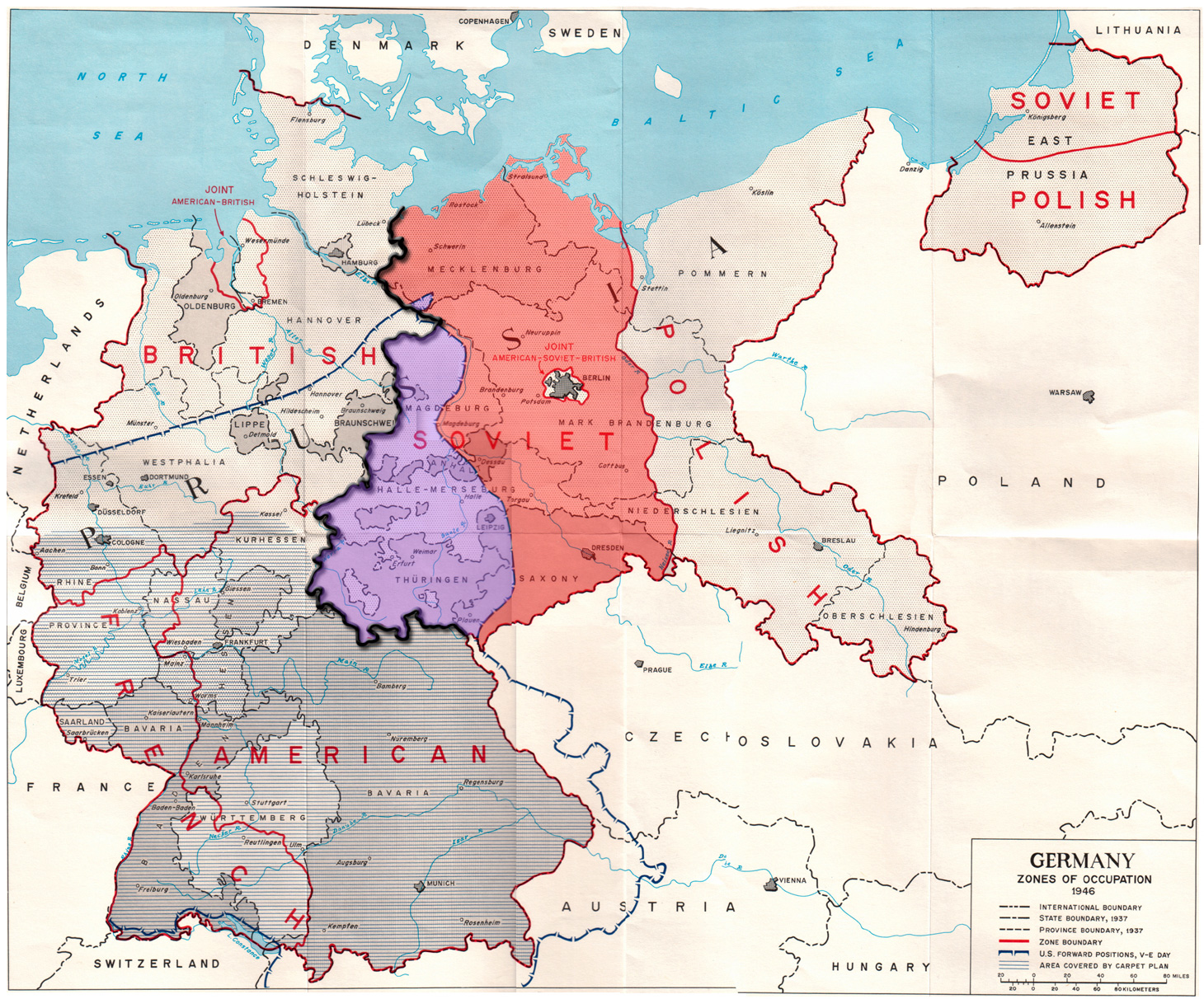
Strefy okupacyjne

Po zwycięstwie nad III Rzeszą alianci podzielili jej część (teren dzisiejszych Niemiec, bez obszarów przekazanych Polsce, Związkowi Radzieckiemu i Francji) na cztery strefy okupacyjne, kontrolowane przez zwycięskie mocarstwa: ZSRR, Stany Zjednoczone, Wielką Brytanię i Francję. Istniały one w latach 1945–1949.

## Strefy okupacyjne istniejące do 1949 (teren dzisiejszych Niemiec)

### Strefa brytyjska
Szlezwik-Holsztyn, Hanower, Westfalia, północna część Nadrenii, Wolne Miasto Hamburg, Wolne Państwo Lippe, Brunszwik, Oldenburg i Schaumburg-Lippe.
Dane za 1946:
- powierzchnia – 97 698 km²
- populacja – 22 303 504
- gęstość zaludnienia – 228 osób/km²

Brytyjska administracja przeprowadziła szeroką denazyfikację, usuwając z administracji i urzędów zwolenników nazizmu. Śledztwami objęto 2 mln ludzi, około 45% podejrzanych oczyszczano z zarzutów.
W obrębie strefy utworzono niewielkie strefy okupacyjne:
- belgijską, w południowym pasie brytyjskiej strefy od granicy z Belgią do granicy ze strefą radziecką[3],
- polską, zlokalizowaną w północno-zachodnim zakątku brytyjskiej strefy, przy granicy z Holandią.

### Strefa francuska
Nadrenia, byłe księstwa Hohenzollernów, południowa część Wirtembergii, południowa część Wolnego Państwa Badenia, bawarski Palatynat i miasto Lindau (Bodensee) nad Jeziorem Bodeńskim.
Dane za 1946:
- powierzchnia – 42 713 km²
- populacja – 5 932 586
- gęstość zaludnienia – 139 osób/km²

Wybory do parlamentów krajowych odbyły się 18 maja 1947 roku i zakończyły się wygraną chadecji.
W obrębie strefy utworzono niewielką luksemburską strefę okupacyjną, zlokalizowaną przy granicy z Luksemburgiem.

### Strefa amerykańska
Hesja-Nassau, państwo ludowe Hesja (z wyłączeniem m.in. Frankfurtu n. Menem), północna część Wolnego Państwa Badenia, północna część Wirtembergii i Wolne Państwo Bawaria oraz Brema jako enklawa na terenie brytyjskiej strefy.
Dane za 1946:
- powierzchnia – 107 459 km²
- populacja – 17 254 954
- gęstość zaludnienia – 160 osób/km²

Amerykańska administracja przeprowadziła szeroką denazyfikację, usuwając z administracji i urzędów zwolenników nazizmu. Śledztwami objęto 12 mln ludzi, około 45% podejrzanych oczyszczano z zarzutów. Proces przekazywania cywilnej administracji w ręce niemieckie przebiegał dość szybko. 17 października 1946 r. powstała Rada Krajów, a 24 listopada i 1 grudnia odbyły się wybory w Bawarii i Badenii-Wirtembergii, w których zwycięstwo odnieśli chadecy. 1 lutego 1947 roku utworzono wspólną anglosaską strefę (bizonię).

### Strefa radziecka
Brandenburgia, Meklemburgia, Saksonia, Wolne
Państwo Anhalt, pozostałe przy Niemczech Pomorze Przednie, Wolne Państwo Saksonia i Turyngia.
Dane za 1946:
- powierzchnia – 107 181 km²
- populacja – 17 313 734
- gęstość zaludnienia – 161 osób/km²

## Sektory okupacyjne Berlina (1945–1990)
Tak jak Niemcy zostały podzielone na cztery strefy, stolica została podzielona na cztery sektory. Miastem miał rządzić wspólny zarząd czterech aliantów. Po wycofaniu się Sowietów ze wspólnego rządu Berlina doszło do faktycznego podziału miasta na części zachodnią i wschodnią.